# Mustafa Çağrıcı
Mustafa Çağrıcı (* 1950 in Taşlıhüyük in Sivas) ist ein türkischer islamischer Theologe.
Die Grundschule absolvierte er im heimatlichen Landkreis Şarkışla und das İmam-Hatip-Gymnasium in Sivas. 1973 beendete er sein Studium an dem Hohen Islam-Institut Istanbul („İstanbul Yüksek İslâm Enstitüsü“). Anschließend arbeitete er sechs Jahre als Imam und Prediger. Seinen verkürzten Wehrdienst leistete er im Jahr 1975. Im selben Jahr wurde er Lehrer am İmam-Hatip-Gymnasium in Sivas. 1977 nahm Çağrıcı seine Tätigkeit am Hohen Islam-Institut Istanbul auf. Er schrieb seine Doktorarbeit und wurde Doçent. 1996 folgte die Professur. Von 2003 bis 2011 war er Großmufti von Istanbul.
Er ist Professor für Islamische Theologie an der Marmara-Universität Istanbul. Beim Papstbesuch 2006 in der Türkei wurde Benedikt XVI. am 30. November 2006 in der Blauen Moschee vom Großmufti Istanbuls begleitet.
Er war einer der 138 Unterzeichner des offenen Briefes Ein gemeinsames Wort zwischen Uns und Euch, den Persönlichkeiten des Islam an „Führer christlicher Kirchen überall“ (engl. "Leaders of Christian Churches, everywhere …") sandten (13. Oktober 2007).